# Barreiros, Brasil
Barreiros là một đô thị thuộc bang Pernambuco, Brasil. Đô thị này có diện tích 229,84 km², dân số năm 2007 là 41973 người, mật độ 182,62 người/km².